# المنجي بن حميدة
المنجي بن حميدة هو طبيب أعصاب تونسي ولد في مدينة قليبية في 1 فيفري 1928 وتوفي في 4 ماي 2003.

## تكوينه
درس تعليمه الابتدائي بالقيروان وعين دراهم وقليبية، التحق بالتعليم الثانوي بالمدرسة الصادقية. احرز على شهادة الباكالوريا سنة 1948، والتحق بكلية الطب بباريس حيث تخصص في طب الأعصاب.
حملت أطروحته في عام 1965 على جائزة الأطروحة وأصبحت بسرعة مرجعا دوليا في علم طب الأعصاب السريري والمخبري.
إضافة إلى تكوينه الطبي، فقد تحصل المنجي بن حميدة على شهادة في علم الأنسجة والخلايا تحت إشراف البروفيسور رينيه كوتو.

## سيرته
عقب تحصله على شهادته، وأثناء إقامته في فرنسا، اشتغل المنجي بن حميدة رئيس عيادة في مستشفى بيتي سالبترير ، في قسم البروفيسور رايموند غارسين ثم بقسم البروفيسور بودين  ، واحد من أهم أخصائي علم الأعصاب في فرنسا. في نفس الوقت، التحق ببرنامج أبحاث البروفيسور ميشيل فاردو حول اعتلالات العضلات في المعهد الوطني للصحة والأبحاث الطبية . بعد ذلك انتقل إلى مدينة نيويورك، من أجل فترة تدريب كأستاذ مشارك في كلية ألبرت آينشتاين للطب لمدة سنة.
سنة 1970 , عاد إلى تونس والتحق بكلية الطب بتونس كأستاذ ثم انتخب عميدا لها فيما بين (1971-1974). أسس عام 1974 المعهد الوطني للأعصاب بتونس . هناك، ركز المنجي بن حميدة وفريقه جهودهم على الأمراض التنكسية ابتداء من سنة 1974, و التي كانت في ذلك الوقت مهملة من قبل معظم أطباء الأعصاب في جميع أنحاء العالم لتعقيدها وعدم وجود دواء لها . فحققت هذه الأبحاث بضع سنوات بعد بدايتها نتائج تحصلت بسرعة على الاعتراف الدولي. فمثلا دراسة قادها خلفه، البروفيسور فيصل هنتاتي، أفضت إلى اكتشاف جين مرض شاركو-ماري-توث  و التصلب الجانبي الضموري الطفولي سنة 1984.
ظل المنجي بن حميدة على رأس قسم الأعصاب بالمعهد حتى عام 1995. و طوال كل هذه الفترة، عرف بمهنيته تفانيه خلال تدريب طلابه، إضافة إلى أخلاقه الاستثنائية عند تعامله مع مرضاه.
كما ترأس الجمعيتين العربية والأفريقية لعلوم الأعصاب، وانتخب نائب رئيس الاتحاد العالمي لطب الأعصاب.

## سيرته السياسية
ترأس المنجي بن حميدة مجلس بلدية قليبية، أين ولد ونشأ. كما تولى وزارة الصحة فيما بين 1977 و1979.